# Giro di Danimarca 2004
Il Giro di Danimarca 2004, quattordicesima edizione della corsa, si svolse dal 4 all'8 agosto 2004 su un percorso di 876 km ripartiti in 6 tappe, con partenza da Aabenraa e arrivo a Frederiksberg. Fu vinto dal norvegese Kurt Asle Arvesen della Team CSC davanti al tedesco Jens Voigt e all'australiano Stuart O'Grady.

## Tappe
| Tappa  | Data     | Percorso                                    | km   | Vincitore di tappa | Leader cl. generale |
| ------ | -------- | ------------------------------------------- | ---- | ------------------ | ------------------- |
| 1ª     | 4 agosto | Aabenraa > Ejsbjerg                         | 150  | Stuart O'Grady     | Stuart O'Grady      |
| 2ª     | 5 agosto | Varde > Aarhus                              | 210  | Fabrizio Guidi     | Fabrizio Guidi      |
| 3ª     | 6 agosto | Aarhus > Vejle                              | 115  | Janek Tombak       | Kurt Asle Arvesen   |
| 4ª     | 6 agosto | Fredericia > Fredericia (cron. individuale) | 11,7 | Jens Voigt         | Jens Voigt          |
| 5ª     | 7 agosto | Odense > Roskilde                           | 195  | Tomas Vaitkus      | Jens Voigt          |
| 6ª     | 8 agosto | Taastrup > Frederiksberg                    | 195  | Jimmy Casper       | Kurt Asle Arvesen   |
| Totale | Totale   | Totale                                      | 876  |                    |                     |

## Dettagli delle tappe

### 1ª tappa
- 4 agosto: Aabenraa > Ejsbjerg – 150 km

| Pos. | Corridore        | Squadra     | Tempo    |
| ---- | ---------------- | ----------- | -------- |
| 1    | Stuart O'Grady   | Cofidis     | 3h19'35" |
| 2    | Michel Vanhaecke | MrBookmaker | s.t.     |
| 3    | André Korff      | T-Mobile    | s.t.     |

| Pos. | Corridore        | Squadra     | Tempo    |
| ---- | ---------------- | ----------- | -------- |
| 1    | Stuart O'Grady   | Cofidis     | 3h19'25" |
| 2    | Michel Vanhaecke | MrBookmaker | a 4"     |
| 3    | André Korff      | T-Mobile    | a 6"     |

### 2ª tappa
- 5 agosto: Varde > Aarhus – 210 km

| Pos. | Corridore       | Squadra         | Tempo    |
| ---- | --------------- | --------------- | -------- |
| 1    | Fabrizio Guidi  | CSC             | 5h03'45" |
| 2    | Tom Steels      | Landbouwkrediet | s.t.     |
| 3    | Stefan van Dijk | Lotto-Domo      | s.t.     |

| Pos. | Corridore      | Squadra         | Tempo    |
| ---- | -------------- | --------------- | -------- |
| 1    | Fabrizio Guidi | CSC             | 8h23'10" |
| 2    | Stuart O'Grady | Cofidis         | s.t.     |
| 3    | Tom Steels     | Landbouwkrediet | a 4"     |

### 3ª tappa
- 6 agosto: Aarhus > Vejle – 115 km

| Pos. | Corridore         | Squadra | Tempo    |
| ---- | ----------------- | ------- | -------- |
| 1    | Janek Tombak      | Cofidis | 2h44'35" |
| 2    | Kurt Asle Arvesen | CSC     | s.t.     |
| 3    | Jens Voigt        | CSC     | s.t.     |

| Pos. | Corridore         | Squadra | Tempo     |
| ---- | ----------------- | ------- | --------- |
| 1    | Kurt Asle Arvesen | CSC     | 11h07'49" |
| 2    | Jens Voigt        | CSC     | a 4"      |
| 3    | Stuart O'Grady    | Cofidis | a 14"     |

### 4ª tappa
- 6 agosto: Fredericia > Fredericia (cron. individuale) – 11,7 km

| Pos. | Corridore         | Squadra   | Tempo  |
| ---- | ----------------- | --------- | ------ |
| 1    | Jens Voigt        | CSC       | 14'06" |
| 2    | Kurt Asle Arvesen | CSC       | a 5"   |
| 3    | Victor Hugo Peña  | US Postal | a 6"   |

| Pos. | Corridore           | Squadra | Tempo     |
| ---- | ------------------- | ------- | --------- |
| 1    | Jens Voigt          | CSC     | 11h21'59" |
| 2    | Kurt Asle Arvesen   | CSC     | a 1"      |
| 3    | Brian Bach Vandborg | CSC     | a 48"     |

### 5ª tappa
- 7 agosto: Odense > Roskilde – 195 km

| Pos. | Corridore      | Squadra         | Tempo    |
| ---- | -------------- | --------------- | -------- |
| 1    | Tomas Vaitkus  | Landbouwkrediet | 5h01'14" |
| 2    | Stuart O'Grady | Cofidis         | s.t.     |
| 3    | André Korff    | T-Mobile        | s.t.     |

| Pos. | Corridore         | Squadra | Tempo     |
| ---- | ----------------- | ------- | --------- |
| 1    | Jens Voigt        | CSC     | 16h23'13" |
| 2    | Kurt Asle Arvesen | CSC     | a 1"      |
| 3    | Stuart O'Grady    | Cofidis | a 51"     |

### 6ª tappa
- 8 agosto: Taastrup > Frederiksberg – 195 km

| Pos. | Corridore      | Squadra         | Tempo    |
| ---- | -------------- | --------------- | -------- |
| 1    | Jimmy Casper   | Cofidis         | 4h34'50" |
| 2    | Tomas Vaitkus  | Landbouwkrediet | s.t.     |
| 3    | Stuart O'Grady | Cofidis         | s.t.     |

| Pos. | Corridore         | Squadra | Tempo     |
| ---- | ----------------- | ------- | --------- |
| 1    | Kurt Asle Arvesen | CSC     | 20h58'01" |
| 2    | Jens Voigt        | CSC     | a 2"      |
| 3    | Stuart O'Grady    | Cofidis | a 49"     |

## Classifiche finali

### Classifica generale
| Pos. | Corridore           | Squadra           | Tempo     |
| ---- | ------------------- | ----------------- | --------- |
| 1    | Kurt Asle Arvesen   | Team CSC          | 20h58'01" |
| 2    | Jens Voigt          | Team CSC          | a 2"      |
| 3    | Stuart O'Grady      | Cofidis           | a 49"     |
| 4    | Brian Bach Vandborg | Team CSC          | a 59"     |
| 5    | Max van Heeswijk    | US Postal Service | a 1'07"   |
| 6    | Michael Barry       | US Postal Service | a 1'08"   |
| 7    | Joost Posthuma      | Rabobank          | a 1'14"   |
| 8    | Ellis Rastelli      | Alessio-Bianchi   | a 1'35"   |
| 9    | Lars Bak            | Bankgiroloterij   | a 1'37"   |
| 10   | Victor Hugo Peña    | US Postal Service | a 1'45"   |